# Medieval II: Total War: Kingdoms
Medieval II: Total War: Kingdoms este o expansiune a jocului video de strategie, Medieval II: Total War lansată în 2007. A fost creat de Creative Assembly, ca o combinație între strategie pe runde și bătălii tactice în timp real. Jocul conține 4 campanii diferite între ele: Britania, Cruciații, Cavalerii Teutoni și Americanii.

## Descriere

### Campania britanică
Campania britanică pare o reeditare a invaziei vikingilor din jocul original, Medieval: Total War, este totuși destul de diferită. Invazia vikingilor era plasată în epocile întunecate, când o duzină de facțiuni încercau să distrugă un centru de putere. Campania nouă a britanicilor are loc mult mai târziu în istorie, și veți putea jucă fie cu Anglia, încercând să va câștigați dreptul asupra insulelor, fie cu una dintre națiunile mai mici (Scoția, Irlanda, Țara Galilor sau Norvegia), încercând să ripostați. Să jucați cu Anglia poate fi considerată cea mai mare provocare de pe durată întregii expansiuni, deoarece se începe cu întinderi enorme de teritoriu slab dezvoltat, pe care trebuie să le apărați din toate părțile de atacuri. Puteți foarte ușor ajunge în situația de a nu mai avea resurse pentru a upgrada și dezvoltă teritoriile proprii și a ține piept în același timp armatelor care atacă în continuu. Fortărețele au un rol foarte important în această campanie, fiind de fapt mini-castele care ajută mult la apărarea unor teritorii de mai mare întindere. 

### Campania cruciată
Campania cruciaților acoperă o perioadă controversată a istoriei, deși puteți jucă ori cu cruciații, ori cu inamicii lor egipteni sau turci. Această pare să fie o campanie de o dificultate mai mică, întrucât se desfășoară la o scară mai mică. De asemenea se observă cu mulțumire schimbarea de peisaj, putând vedea călăreți galopând prin deșert, iar fortărețe de toate felurile din deșert înlocuiesc castelele europene care deveniseră deja familiare. Un aspect simpatic este faptul că diverse evenimente istorice se suprapun cu campania dumneavoastră, spre exemplu apariția unei alte cruciade europene, ori apariția temuților mongoli de la est. Fiecare set de trupe are unități specifice, bineînțeles, și mai apăr în același timp și unități-eroi reprezentând renumite personaje istorice. Acești eroi au abilități în plus față de generalii obișnuiți. Spre exemplu, Richard Inimă de Leu poate regrupa imediat trupele aflate în retragere în timpul unei bătălii.

### Camapania teutonă
Campania cavalerilor teutoni se referă la lupta acestora împotriva Lituaniei, ultima putere păgâna a Europei. Diverse modificări au fost făcute acestei campanii pentru a ilustra cât mai bine renumitul ordin al acestor cavaleri. Spre exemplu, teutonii au o economie orientată mai mult spre castele, și nu spre orașe imense. Religia joacă și ea un rol important în această campanie: lituanienii pot recruta destul de repede unități speciale păgâne, iar în acest timp puteți să le convertiți la catolicism și să faceți uz de tehnolgia creștină. 

### Camapia americană/amerindiană
Campania americană va permite să jucați din diferite perspective, cum ar fi: spanioli, azteci, mayași, chiar și triburi apașe din America de Nord. În această campanie vom vedea o luptă a calității cu cantitatea, dat fiind faptul că spaniolii cu mult depășiți numeric trebuie să își folosească cât mai eficient armele avansate hoardelor numeroase, dar mult inferioare tehnologic. Jocul cu spaniolii presupune să fiți mai agresiv pentru a câștiga renume, care apoi va permite să upgradați orașele. Triburile în schimb nu au căi, și se bazează pe o luptă fanatică a infanteriei.  